# 제5사단 (베트남 공화국)
제5보병사단(Sư đoàn 5 Bộ binh)은 베트남 공화국군 제3군단 소속의 사단으로, 베트남 공화국의 수도인 사이공시의 북부 외곽지역을 방어하는 역할을 맡았다.
5사단은 사이공시와 가까운 비엔호아에 주둔하고 있던 까닭에 베트남 공화국에서 일어난 수 많은 쿠데타의 성패를 결정하고는 했다. 결과적으로 제5사단을 지휘하는 인물의 충성도는 베트남 공화국의 정권을 유지하는데 핵심적인 요소였다.